# 아슐 문화
아슐 문화(Acheulean culture)는 인류의 선사시대인 전기 구석기 시대 석기를 제작하는 고고학적인 공법이며, 아프리카, 서아시아, 유럽, 그리고 일부 동아시아 등지에 걸쳐있다.
1백만년 전의 인류의 주요한 석기 제작 기술이었으며, 아프리카를 떠나 유라시아로 건너온 인류가 최초의 이 석기를 사용하는 인류였다.
대한민국에서도 이 아슐리안 문화의 흔적이 발견되었다. 1978년 동두천에 근무하던 미군 병사 그리그 보엔은 한탄강 유원지에서 아슐리안형 주먹도끼를 출도했다. 프랑스의 생 아슐 지방에서 처음 발견된 이 주먹도끼는 한쪽은 둥글게 반대쪽은 뾰족하게 날을 세운 좌우대칭의 뗀석기이다. 경기도 연천 전곡리에서 발견된 이 석기는 동아시아 지역이 아슐리안형 주먹도끼가 발견되지 않는 후천적인 찍개 문화권이라는 견해에 의문을 제기하는 계기가 되었다.

## 아슐리안기
셸기 다음의 전기 구석기시대의 문화기이다. 프랑스의 산타 아슐을 표준 유적으로 한다.
제2간빙기에서 제3빙하기로의 전환 시기로서, 온난계의 동물에서 매머드 코뿔소와 같은 한랭계의 동물이 출현한다. 동굴이 주거로 사용되고, 화덕이 만들어졌다. 정교하게 만들어진 삼각형, 타원형의 악부(握斧)·첨두기(尖頭器)·스크레이퍼·송곳이 만들어졌다.
팔레스티나의 카르멜산(山) 타분 동굴에서 8천 개 이상의 악부가 출토했다. 인류는 시난트로푸스형의 구인류였던 것으로 추측된다.

## 같이 보기
- 올도완 문화
- 구석기 시대
  - 전기 구석기 시대